# Christian Louboutin

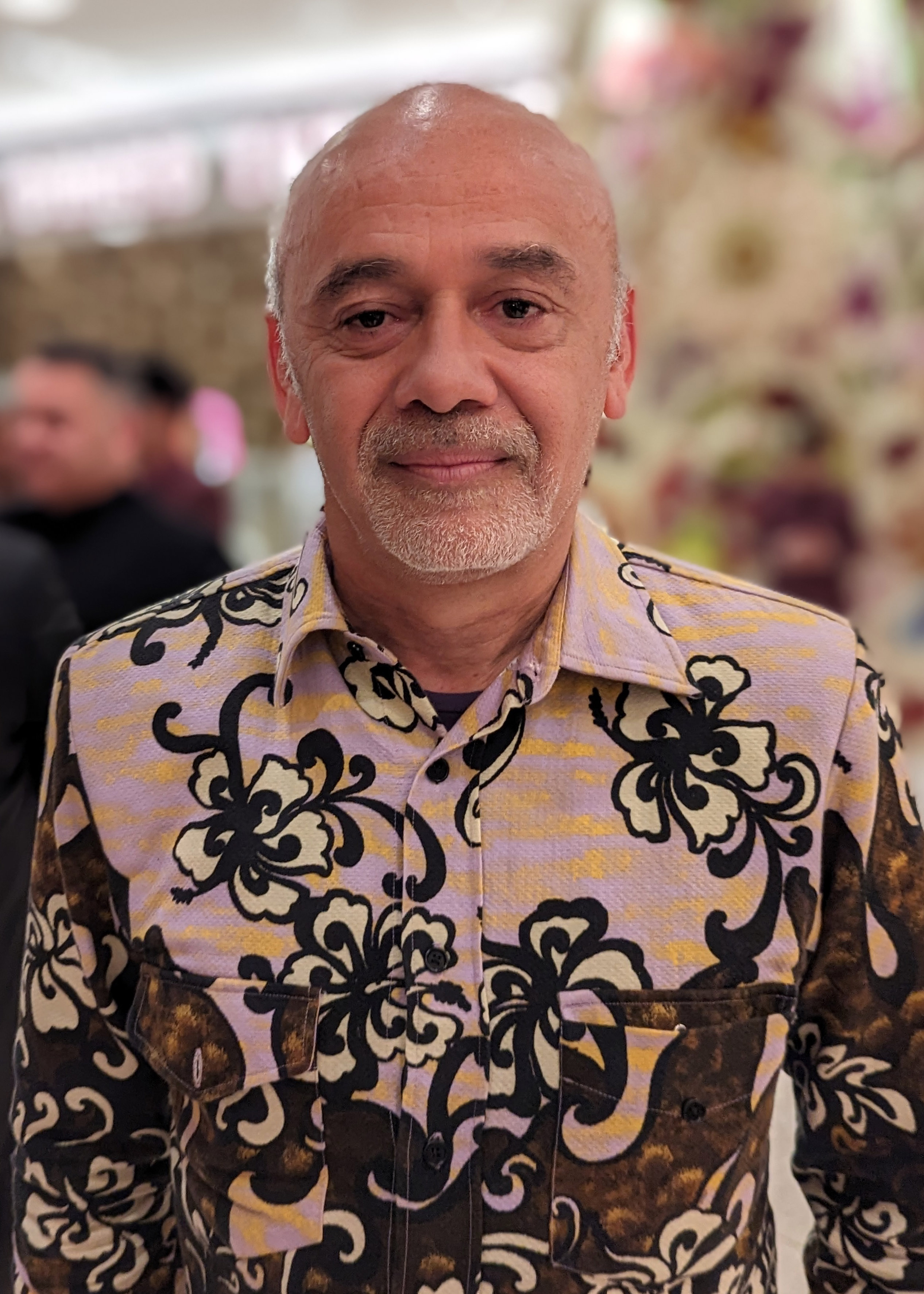
Christian Louboutin, 2023

Christian Louboutin [kʁisˈtjɑ̃ lubuˈtɛ̃ ] (* 7. Januar 1964 in Paris) ist ein französisch-ägyptischer Schuh- und Taschendesigner. Bekannt sind vor allem seine modernen und exklusiven Schuhdesigns, die durch hohe Absätze und rote Schuhsohlen gekennzeichnet sind.

## Biografie
Christian Louboutins Interesse an Damenschuhen wurde schon als Kind geweckt, als er im Musée des Arts Africains et Océaniens in Paris ein Schild entdeckte, das einen durchgestrichenen Pfennigabsatz zeigte. Es sollte die weiblichen Besucher abhalten, mit ihren Absätzen das Parkett zu ruinieren. Die Form des Absatzes faszinierte ihn und er zeichnete ihn immer wieder nach.
Zunächst versuchte er seine Entwürfe und Zeichnungen bei den Tänzerinnen der Pariser Varietés und Partys unterzubringen und ihnen Schuhe zu verkaufen. Da das aber, vor allem aus Geldgründen, nicht funktionierte, begab er sich bei Charles Jourdan, Maud Frizon, Chanel und Yves Saint Laurent in die Lehre.
Seine richtige Karriere begann dann mit einem eigenen Geschäft in der Nähe des Place des Victoires in Paris, das schnell sehr bekannt wurde, weil dort zum einen Prominente einkauften und er zum anderen allen Kunden kostenlos Kaffee anbot. Der endgültige Durchbruch kam, als die US-amerikanische Firma Neiman Marcus seine Schuhe in ihr Programm aufnahm.

## Schuhe

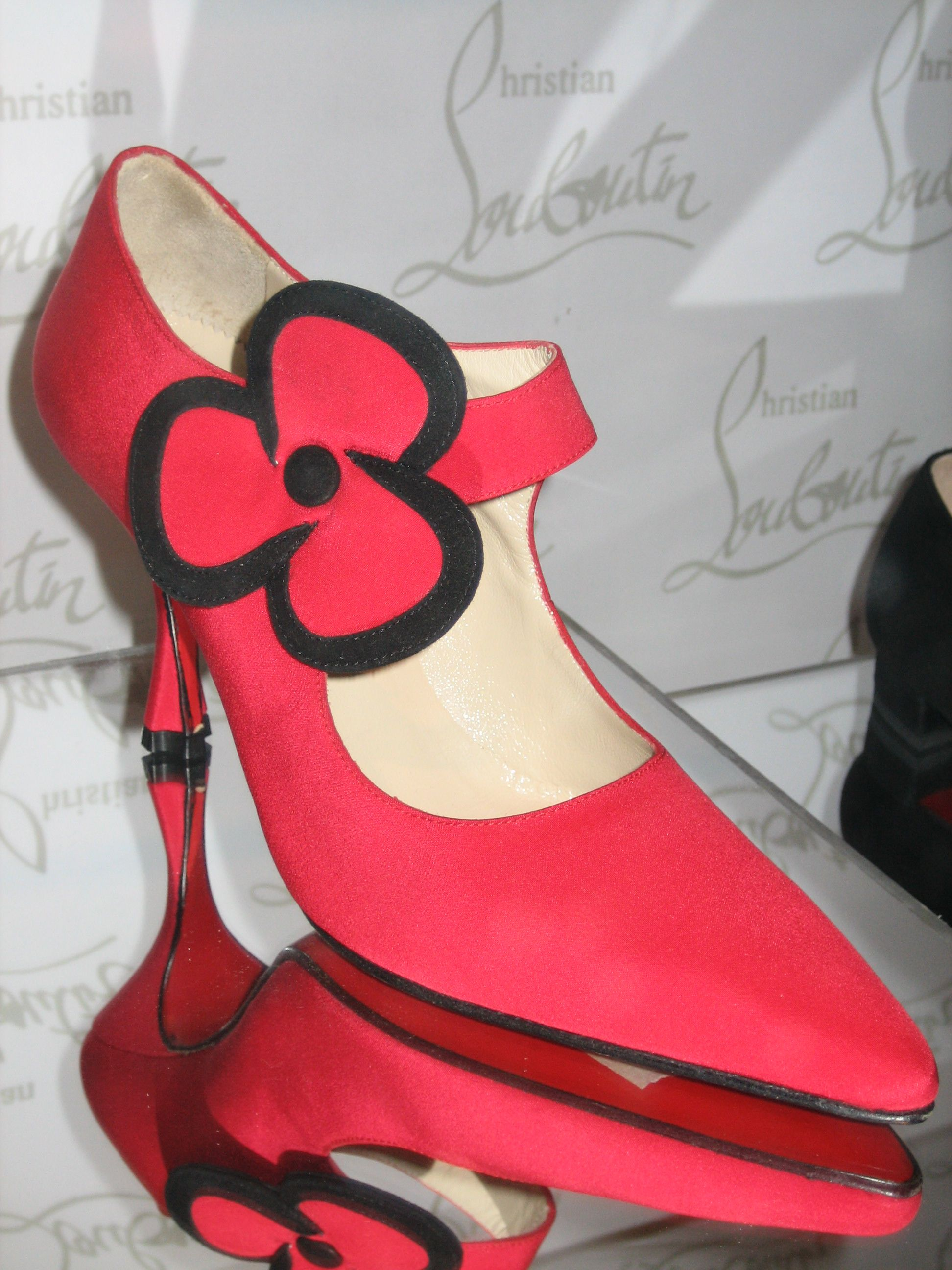
Schuh von Christian Louboutin

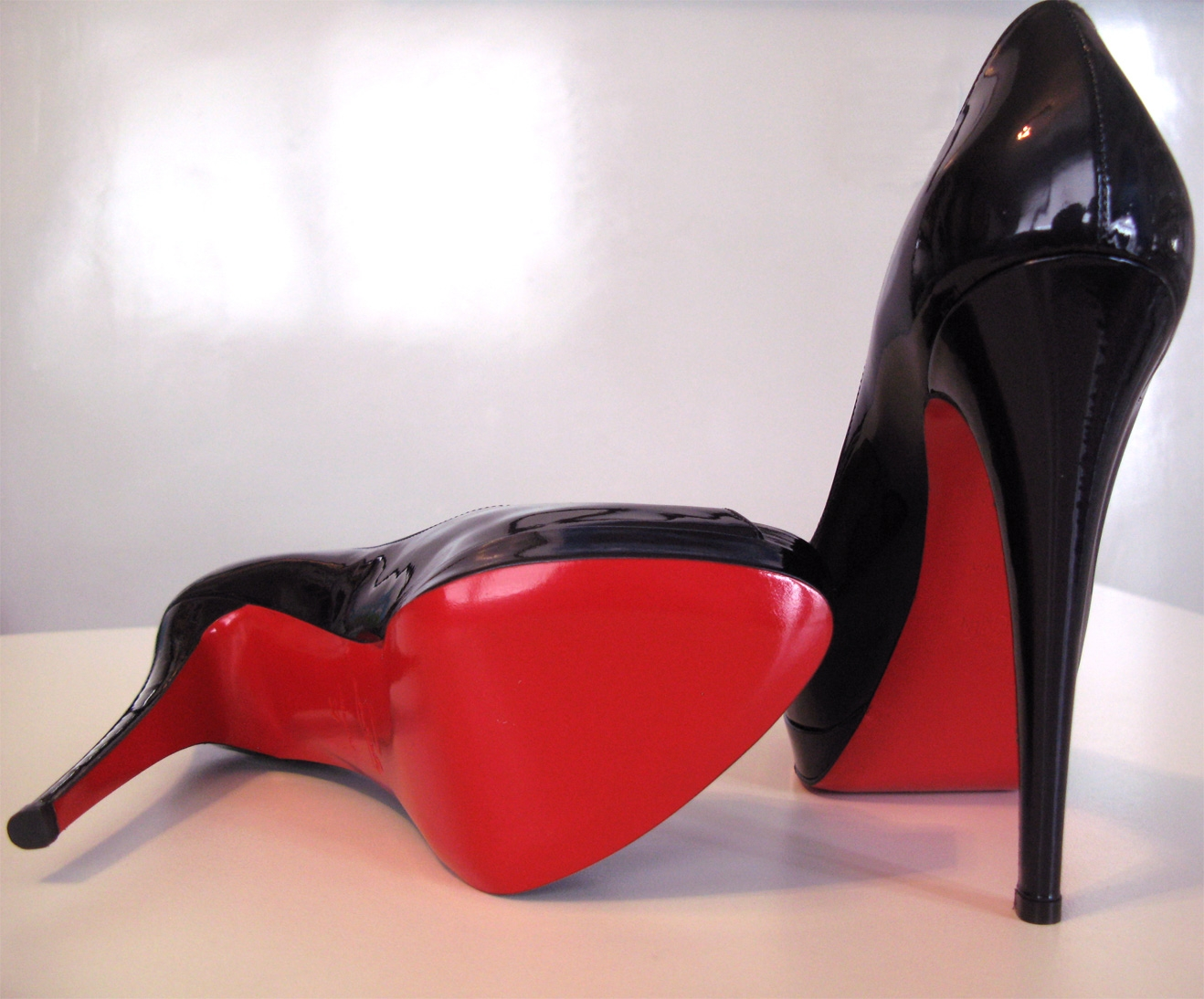
Schuh mit charakteristischer roter Sohle

Das besondere Kennzeichen seiner – meist mit einem sehr hohen Absatz ausgestatteten – Schuhe ist eine rote Sohle. Durch diese Sohle sind die Schuhe sehr einfach als Louboutins zu erkennen.
Des Weiteren gibt es noch eine Bridal Collection mit unauffälligerer, blauer Sohle. Das Design für einen Schuh ist durch das US Design Patent D707926 S geschützt, das am 1. Juli 2014 veröffentlicht wurde. Louboutin geht in Deutschland juristisch gegen Unternehmen vor, die ebenfalls Schuhe mit roter Sohle anbieten.

## Kontroversen
Im Jahr 2017 fand der mexikanische TV-Sender Imagen Television heraus, dass der Designer Taschen der indigenen Handwerkskunst für 238 Mexikanische Pesos (umgerechnet 10,67 Euro) kaufte, um sie anschließend für 28.000 Pesos (1254,76 Euro) zu verkaufen.

## Preise
- 1996 „Fanny Award“ der International Fashion Group
- 2008 Würdenträger der Fashion Group International
- 2014 Ehrentitel des Fashion Institute of Technology

## Belege
1. ↑  Biografische Angaben auf der Website der Vogue, abgerufen am 18. September 2013.
2. ↑  Gebrauchsmuster  USD707926S: Shoe. Angemeldet am 6. September 2013, veröffentlicht am 1. Juli 2014, Erfinder: Christian Louboutin (US Design-Patent).‌
3. ↑  Imagen Televisión. Abgerufen am 22. Juli 2018.

| Personendaten    | Personendaten                            |
| ---------------- | ---------------------------------------- |
| NAME             | Louboutin, Christian                     |
| KURZBESCHREIBUNG | französischer Schuh- und Taschendesigner |
| GEBURTSDATUM     | 7. Januar 1963 oder 7. Januar 1964       |